# Saline (Frankrijk)
Saline is een voormalige commune nouvelle in het Franse departement Calvados in de regio Normandië. De gemeente ontstond op 1 januari 2017 door de fusie van de gemeenten Sannerville en Troarn. Deze gemeente werd op 31 december 2019 weer opgeheven en de fusiepartners werden weer aparte gemeenten.

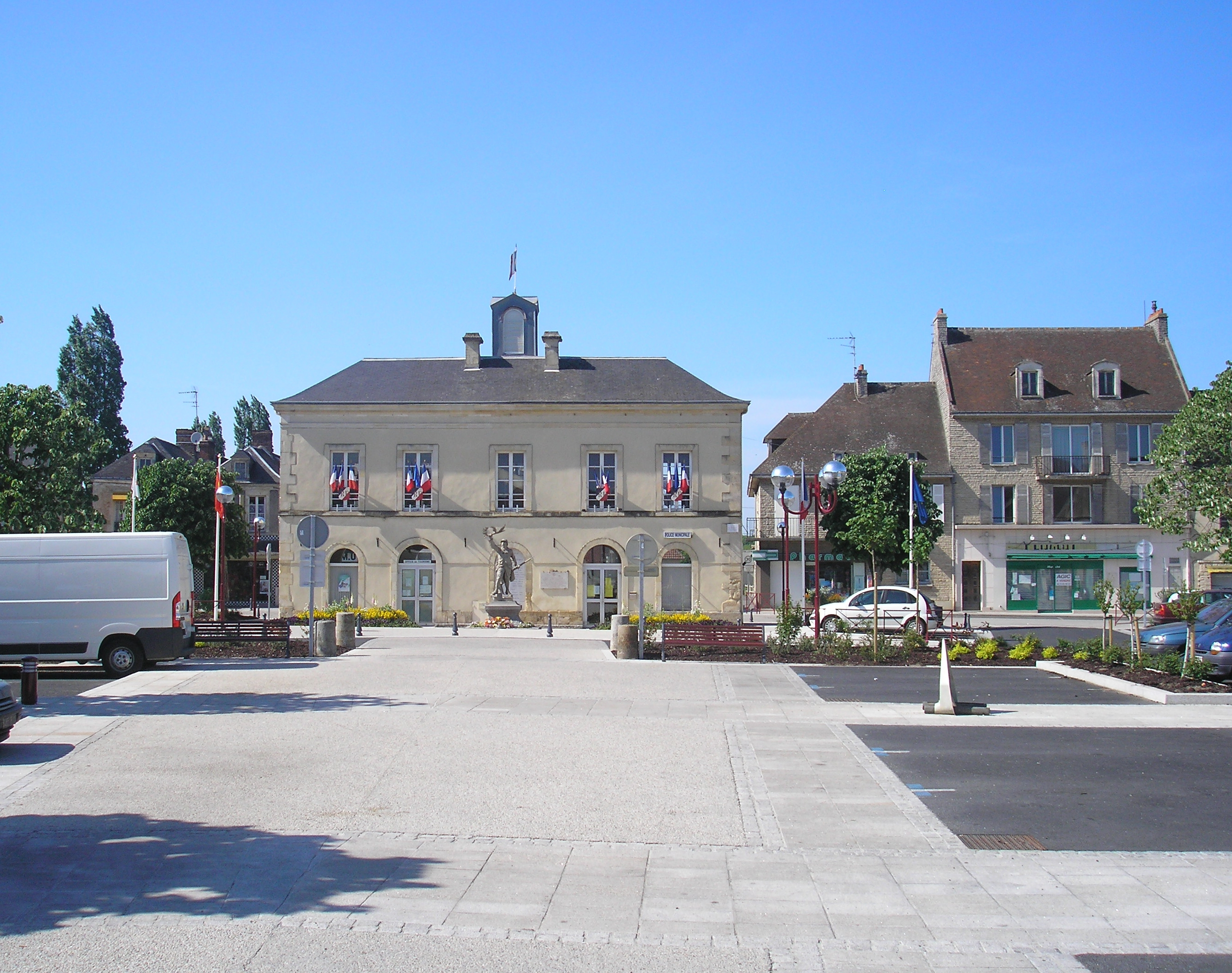
Voormalige gemeentehuis te Troarn

1. ↑  Populations légales 2017.